# Cryptolaria spinosa
Cryptolaria spinosa är en nässeldjursart som beskrevs av Wilfrid Arthur Millard 1980. Cryptolaria spinosa ingår i släktet Cryptolaria och familjen Lafoeidae. Inga underarter finns listade i Catalogue of Life.